# Грамон, Женевьева де
Женевьева де Грамон (фр. Geneviève de Gramont; 28 июля 1751, Париж — 26 июля 1794, там же, по мужу графиня, затем маркиза д'Оссён) — придворная дама и подруга королевы Марии-Антуанетты.

## Биография
Дочь графа Антуана-Адриена-Шарля де Грамона и Мари-Луиз-Софи де Фук.
Родственница министра Шуазёля и сестра Антуана VIII де Грамона, женатого на Аглае де Полиньяк. После заключения этого брака родственники представили Женевьеву ко двору королевы.
26 мая 1781 определена преемницей герцогини де Майи в должности придворной дамы, заведовавшей королевским туалетом (dame d'atour), в июне назначена, 29-го принесла присягу, но к исполнению обязанностей смогла приступить только после ухода герцогини в отставку 11 ноября по состоянию здоровья.
В качестве придворной дамы пыталась привести в порядок непомерные расходы гардероба королевы и противостояла модным торговцам, бесконтрольно завышавшим цены на платья. Представления, сделанные на этот счет королеве, первое время оставались не услышанными, но постепенно графине д'Оссён удалось укрепить своё положение при дворе и завоевать доверие Марии-Антуанетты.
По словам Пьера де Нолака,

Нужно было некоторое время, чтобы оценить мадам д'Оссён, ибо ей не доставало внешних данных и остроты ума, что было совершенным контрастом с обольстительной де Полиньяк; но у неё был  характер основательный и без далеко идущих амбиций.— Nolhac P. de. La Reine Marie-Antoinette, p. 198
Затем она убедила королеву сократить повседневные траты.

Графиня, которая была небогата, просила только несколько тысяч ливров в месяц, и больше ничего не требовала ни для себя, ни для кого бы то ни было. Счастья находиться рядом с королевой было ей достаточно; если она и получила в конце концов королевский пенсион, то лишь потому, что Мария-Антуанетта сама на этом настояла. Состояние финансов не позволяло государыне сделать для этой подруги ничего из того, что она делала для других.— Nolhac P. de. La Reine Marie-Antoinette, p. 199
В 1785 году граф де Ла Марк сообщал в письме маркизу де Мирабо, что королева стала часто обедать в апартаментах графини д'Оссён, где устраивались небольшие концерты, в компании четырех-пяти особ, и при этом выказывала больше непринужденности и веселья, чем когда либо в салоне мадам де Полиньяк.
После событий 5—6 октября 1789 маркиза д'Оссён жила во дворце Комон на улице Гренель. 21 июня 1791 королева переслала ей записку с сообщением о предстоящем бегстве из Парижа. Женевьева также покинула Париж и отправилась в свой замок, где была арестована по подозрению в соучастии. Ей удалось оправдаться и вернуться к королеве в Тюильри.
После переворота 10 августа 1792 и ликвидации монархии придворный штат был расформирован. Женевьева де Грамон проживала как частное лицо на улице Варенн, где была арестована в период якобинского террора и помещена в тюрьму Уазо. 25 июля 1794 она предстала перед революционным трибуналом. По воспоминаниям господина д'Орнуа, содержавшегося в той же общей камере, мужество не изменило ей и перед смертью.

Исполнитель вызвал Граммон и д'Орсан. Мадам д'Оссён поднялась. «Это могу быть только я», — произнесла она, и твердым шагом направилась к выходу.
В сообщении о приговоре, вынесенном по ускоренной террористической процедуре, говорилось:

Возраста 44 лет, рожденная и проживающая в Париже, вдова д'Оссён, бывшая дворянка и лагерная маршальша, бывшая придворная дама жены Капета, приговорена к смерти 8 термидора II года Парижским революционным трибуналом как заговорщица.— Liste des guillotinés. Patronymes commençants par G. — GRAMONT (de) Geneviève
В тот же день, в канун термидорианского переворота и прекращения Большого террора Женевьева де Грамон была гильотинирована вместе с несколькими другими аристократами, узниками той же тюрьмы.

## Семья
Муж (26.01.1766): маркиз Шарль-Пьер-Иасент д'Оссён (2.02.1750—7.04.1790), лагерный маршал, гранд Испании 1-го класса
Дочь:
- Софи-Полин д'Оссён (1772—1845). Муж (1784): Ла-Форс, Луи-Жозеф Номпар де Комон, герцог де Ла Форс (1768—1838)